# Zhao Kezhi
Dans ce nom, le nom de famille, Zhao, précède le nom personnel.
Zhao Kezhi (chinois simplifié : 赵克志 ; pinyin : Zhào Kèzhì), né le 28 décembre 1953 à Laixi (province de Shandong), est un homme politique chinois, ministre de la Sécurité publique depuis le 4 novembre 2017.
D'avril 2006 à août 2010, Zhao est secrétaire adjoint du Parti communiste chinois (PCC) dans la province de Jiangsu, d'abord sous Li Yuanchao, puis sous Liang Baohua. En août 2010, il remplace par intérim Lin Shusen au poste de gouverneur de la province de Guizhou. Il est ensuite secrétaire adjoint du PCC pour la province de Guizhou et en juillet 2012, il est nommé secrétaire du parti pour la province du Guizhou, en remplacement de Li Zhanshu.
En 2012, Zhao est nommé au 18e Comité central du Parti communiste chinois.
En janvier 2013, Zhao est nommé président du comité central du congrès du peuple pour la province de Guizhou. Il est remplacé au poste de gouverneur de la province par Chen Min'er.
Zhao quitte son poste de secrétaire du PCC dans la province du Guizhou en 2015 pour être nommé au même poste dans la province du Hebei. Il conserve ce poste jusqu'en 2017 quand il est remplacé par Wang Dongfeng.
En octobre 2017, Zhao est nommé au 19e Comité central du PCC.
Zhao est nommé ministre de la Sécurité publique et secrétaire du PCC dans ce ministère en novembre 2017. Il est décrit comme très proche de Xi Jinping, le secrétaire général du PCC.